# أماندا فاسكيز
أماندا فاسكيز (30 مارس 1984 في الولايات المتحدة - ) هي لاعبة كرة طائرة بورتوريكو في مركز وسط ‏. لعبت مع Indias de Mayagüez ‏.

## وصلات خارجية
- أماندا فاسكيز على موقع عالم الكرة الطائرة (الإنجليزية)